# Herejía en el cristianismo
Herejía en el cristianismo denota la negación formal o la duda de una doctrina central de la fe cristiana tal como la define una o más de las Iglesias cristianas.
El estudio de la herejía requiere comprender el desarrollo de la ortodoxia y el papel de los credos en la definición de las creencias ortodoxas, ya que la herejía siempre se define en relación con la ortodoxia. La ortodoxia ha estado en proceso de autodefinición durante siglos, definiéndose a sí misma en términos de su fe mediante la clarificación de creencias en oposición a personas o doctrinas que se perciben como incorrectas.

## Etimología
La palabra herejía proviene de haeresis, una transliteración latina de la palabra griega αἵρεσις que originalmente significaba elegir, opción, curso de acción, o en un sentido extendido una secta o escuela de pensamiento, que en el siglo I llegó a denotar facciones enfrentadas y el espíritu de partido. La palabra aparece en el Nuevo Testamento, normalmente traducida como secta, y fue apropiada por la Iglesia para significar una secta o división que amenazaba la unidad de los cristianos. Con el tiempo, la herejía pasó a considerarse un alejamiento de la ortodoxia, un sentido en el que heterodoxia ya se utilizaba cristianamente poco después del año 100.

## Definición
La herejía se utiliza hoy en día para denotar la negación formal o la duda de una doctrina central de la fe cristiana según lo define una o más de las iglesias cristianas.  Se distingue tanto de la apostasía como del schismo,  siendo la apostasía casi siempre el abandono total de la fe cristiana después de haberla aceptado libremente, y el cisma siendo una ruptura formal y deliberada de la unidad cristiana y una ofensa contra la caridad sin basarse esencialmente en la doctrina.

## Cristianismo primitivo (sigloI- c.325)

### Desarrollo de la ortodoxia
El desarrollo de la doctrina, la posición de la ortodoxia y la relación entre la Iglesia primitiva y los primeros grupos heréticos es objeto de debate académico. Walter Bauer, en su Ortodoxia y herejía en el cristianismo primitivo (1934/1971), propuso que en el cristianismo más primitivo, la ortodoxia y la herejía no se relacionaban entre sí como lo primario y lo secundario, sino que en muchas regiones la herejía era la manifestación original del cristianismo.  Bauer reevaluó como historiador la opinión abrumadoramente dominante que para el período de los orígenes cristianos, la doctrina eclesiástica ya representaba lo que es primario, mientras que las herejías, por otro lado de alguna manera son una desviación de lo genuino (Bauer, «Introducción»).
Estudiosos como Pagels y Ehrman se han basado en la tesis original de Bauer. Basándose en las distinciones entre cristianos judíos, cristianos gentiles y otros grupos como los gnósticos y los marcionitas, sostienen que el cristianismo primitivo estaba fragmentado y con ortodoxias contemporáneas que competían entre sí.  La opinión de Ehrman es que, aunque los detalles de la demostración de Bauer fueron rechazados posteriormente, sus intuiciones son ampliamente aceptadas por los estudiosos y se confirmaron más allá de lo que Bauer podría haber supuesto.
Según H. E. W. Turner, respondiendo a la tesis de Bauer en 1954, «lo que se convirtió en la ortodoxia oficial fue enseñado desde muy pronto por la mayoría de los maestros de la Iglesia, aunque no de forma totalmente desarrollada»  Según Darrell Bock, apologista cristiano, la teoría de Bauer no muestra una igualdad entre la iglesia establecida y los forasteros, incluido Simón el Mago. Según Mitchell et al., cada comunidad cristiana primitiva era única, pero los principios de la corriente principal o católica aseguraron que cada comunidad cristiana primitiva no permaneciera aislada.

### Diversidad
El periodo preniceno (siglos II-III) vio surgir un gran número de sectas, cultos y movimientos cristianos con fuertes características unificadoras que no existían en el periodo apostólico. Tenían diferentes interpretaciones de las Sagradas Escrituras, en particular de la divinidad de Jesús y de la naturaleza de la Santísima Trinidad. Algunas de las principales sectas, cultos y movimientos con interpretaciones de la Escritura diferentes de las de la iglesia Proto-ortodoxa fueron:
- Gnosticismo (particularmente Valentinianismo) - confianza en el conocimiento revelado de un Dios incognoscible, una divinidad distinta del Demiurgo que creó y supervisa el mundo material.
- Marcionismo - el Dios de Jesús era un Dios distinto del Dios del Antiguo Testamento.
- Montanismo - se basaba en profética revelación del Espíritu Santo.
- Adopcionismo - Jesús no nació como Hijo de Dios, sino que fue adoptado en su bautismo, resurrección o ascensión.
- Docetismo - Jesús era puro espíritu y su forma física una ilusión.

### Proto-ortodoxia
Antes del año 313 d. C., la naturaleza herética de algunas creencias era objeto de mucho debate en el seno de las iglesias, y no existía un verdadero mecanismo para resolver las diversas diferencias de creencias. La herejía debía ser abordada por el líder de la iglesia según Eusebio, autor de la Historia de la Iglesia.
Los primeros ataques contra las supuestas herejías constituyeron la materia de la Prescripción contra los herejes de Tertuliano (en 44 capítulos, escrita desde Roma), y de la Contra las herejías de Ireneo (c. 180, en cinco volúmenes), escrita en Lyon tras su regreso de una visita a Roma. Las cartas de Ignacio de Antioquía y Policarpo de Esmirna a varias iglesias advertían contra los falsos maestros, y la Epístola de Bernabé aceptada por muchos cristianos como parte de las Escrituras en el siglo II, advertía sobre la mezcla del judaísmo con el cristianismo, al igual que otros escritores, lo que condujo a las decisiones alcanzadas en el primer concilio ecuménico que fue el Concilio de Nicea I, convocado por el emperador Constantino I en Nicea en 325, en respuesta a nuevas controversias polémicas en el seno de la comunidad cristiana, en ese caso las disputas arrianistas sobre la naturaleza de la Santísima Trinidad.
Ireneo (c. 130 - c. 202) fue el primero en argumentar que su posición ortodoxa era la misma fe que Jesús dio a los apóstoles, y que la identidad de los apóstoles, sus sucesores y las enseñanzas de los mismos eran de conocimiento público. Se trataba, por tanto, de un argumento temprano que apoyaba la sucesión apostólica. Ireneo estableció primero la doctrina de los cuatro evangelios y no más, con los evangelios sinópticos interpretados a la luz del Evangelio de Juan. Los oponentes de Ireneo, sin embargo, afirmaban haber recibido enseñanzas secretas de Jesús a través de otros apóstoles que no eran conocidas públicamente. El gnosticismo se basa en la existencia de tal conocimiento oculto, pero también han sobrevivido en la Escritura canónica breves referencias a enseñanzas privadas de Jesús, así como advertencias de Cristo de que habría falso profetas o falsos maestros. Los oponentes de Ireneo también afirmaban que las fuentes de inspiración divina no se habían secado, lo que constituye la doctrina de la revelación continua.

## Antigüedad tardía (313-476) y Alta Edad Media (476-799)

### Cristología
Las primeras controversias en la Antigüedad tardía fueron generalmente de naturaleza Cristológica, relativas a la interpretación de la divinidad (eterna) y la humanidad de Jesús. En el siglo IV, Arrio y el arrianismo sostenían que Jesús, aunque no era meramente mortal, no era eternamente divino y, por tanto, de menor categoría que Dios Padre. El arrianismo fue condenado en el Concilio de Nicea (325), pero no obstante dominó la mayor parte de la Iglesia durante la mayor parte del siglo IV, a menudo con la ayuda de emperadores romanos que los favorecían. El Trinitarismo sostenía que Dios Padre, Dios Hijo y el Espíritu Santo eran estrictamente un solo ser con tres hipóstasis. Los Euquites, una secta antinomiana del siglo IV de Macedonia sostenían que el Dios Triple se transformaba en una única hipóstasis para unirse con las almas de los perfectos. Eran anticlericales y rechazaban el bautismo y los sacramentos, pues creían que se podían vencer las pasiones y alcanzar la perfección mediante la oración.

### Supresión legal de las herejías
Fue sólo después de la legalización del cristianismo, que comenzó bajo Constantino I en el año 313 d. C., cuando las diversas creencias de la Iglesia proto-ortodoxa comenzaron a uniformarse y a formularse como dogma, a través de los cánones promulgados por el Concilios Generales. El primer uso conocido del término herejía en un contexto jurídico civil se produjo en el año 380 por el «Edicto de Tesalónica» de Teodosio I. Antes de la promulgación de este edicto, la Iglesia no contaba con el apoyo estatal de ningún mecanismo jurídico concreto para contrarrestar lo que percibía como herejía. Con este edicto, en algunos sentidos, se difuminó la línea entre la autoridad espiritual de la Iglesia cristiana y la jurisdicción del Estado romano. Uno de los resultados de esta difuminación de la Iglesia y el Estado fue un reparto de los poderes de ejecución legal entre las autoridades eclesiásticas y estatales, en el que el Estado hacía cumplir lo que determinaba como enseñanza ortodoxa.
A los cinco años de la criminalización oficial de la herejía por parte del emperador, el primer hereje cristiano, Prisciliano, fue ejecutado en 385 por funcionarios romanos. Durante algunos años después de la Reforma protestante, Denominaciones protestantes también fueron conocidas por ejecutar a quienes consideraban herejes.